# ياكوش
ياكوش هو الترجمة الأمازيغية لاسم الجلالة "الله"، وقيل إنه إله الأمازيغ قديما، ويعد من أقدم الآلهة التي نزلت شرائع للبشر، لكن المصادر التاريخية تشير غالبا إلى كونه الاسم الذي أطلقه البرغواطيون على الله، واعتمده الخوارج الإباضيون في المغرب الكبير كترجمة للكلمة العربية الله.
ومن بين المصادر التاريخية التي أشارت إلى وجود هذه الكلمة مرادفة لاسم الجلالة نجد: كتاب «المسالك والممالك» في باب ذكر ممالك برغواطة وملوكهم، للمؤرخ أبو عبيد البكري. و«كتاب التاريخ»، للمؤلف عبد الملك بن حبيب السلمي الأندلسي، في باب حديث موسى بن عمران، وكتاب «البيان المغرب في أخبار الأندلس والمغرب»، في باب خبر برغواطة، للمؤلف ابن عذاري المراكشي.

## أسماء أخرى لياكوش
- Yuc (يوش)
- Ayuc (أيوش)
- Ababay (أباباي)
- Bab enneɣ (باب انّغ)
- Akuc (أكوش)[1][2]